# يورغن شرودر
يورغن شرودر (بالألمانية: Jürgen Schröder)‏ هو مجدف ألماني، ولد في 6 مارس 1940 في جلونا غورا في بولندا.

## وصلات خارجية
- يورغن شرودر على موقع الاتحاد الدولي للتجديف (الإنجليزية)
- يورغن شرودر على موقع اللجنة الأولمبية الدولية (الإنجليزية)
- يورغن شرودر على موقع أوليمبيديا (الإنجليزية)